# Phaeogenes arcticus
Phaeogenes arcticus là một loài tò vò trong họ Ichneumonidae.